# Sprachdialogsystem
Mit einem Sprachdialogsystem (englisch Voice Portal), auch IVR-System (Interactive Voice Response), können Anrufer über das Telefon oder andere akustische Medien teil- oder vollautomatisierte natürlichsprachliche Dialoge führen.
Beispiel:
Anrufer: „Wie ist das Tages-Hoch und der aktuelle Kurs der Aktie der Firma F in Frankfurt?“.
Antwort des Sprachdialogsystems: „Das Tages-Hoch von F in Frankfurt ist xxx,yy Euro und aktuell steht F bei xxx,yy Euro.“
IVR schließt in der Praxis auch andere Eingabemöglichkeiten der Telefonie, wie das Mehrfrequenzwahlverfahren, ein („Für den Verkauf drücken Sie jetzt bitte die ‚1‘, für Service drücken Sie jetzt bitte die ‚2‘ …“). In der Telekommunikation ermöglichen es IVR-Systeme den Kunden, über das Tastenfeld eines Telefons oder durch Spracherkennung mit dem Hostsystem eines Unternehmens zu interagieren, sodass mithilfe des IVR-Systems Auskünfte eingeholt werden können. IVR-Systeme können mit vorab aufgenommenen Sprachbausteinen reagieren, um die Benutzer zur weiteren Vorgehensweise anzuleiten. In einem Netzwerk bereitgestellte IVR-Systeme sind für die Abwicklung eines großen Anrufaufkommens dimensioniert.

## Grundaufbau
IVR-Systeme können folgende Module haben::
- Spracherkennung (Automated Speech Recognition ASR) mit Grammatiken / Semantiken zur Interpretation von Spracheingaben (Natural Language Understanding NLU),
- Sprachsynthese (Text-to-Speech TTS) zur Wandlung von Texten in computergenerierte Stimmen zur Sprachausgabe,
- Dialogablauf-Interpreter (z. B. VoiceXML-Browser) als Frontend,
- Geschäftslogik zur Einbindung in Unternehmensprozesse als Backend,
- Datenbanken zu Speicherung und zur Abfrage
- Schnittstellen zu IP-Netzwerk, Telefonnetz, DECT-Anlagen oder Audioanschlüssen.

Abbildung 1: Architektur von IVR-Systemen
Es sind biometrische Verfahren zur Sprecherauthentifizierung („Die Stimme als Passwort“) verfügbar und durch das Bundesamt für Sicherheit in der Informationstechnik (BSI) als sicher zertifiziert.
Wegen der Weiterentwicklung der Spracherkennung in den letzten Jahren sind aus ganzen Sätzen bestehende Dialoge möglich. Dies setzt eine gewisse Intelligenz der Systeme voraus. Nachdem die Kerntechnologie heute als weitgehend ausgereift gilt, geraten neue Disziplinen in den Blickpunkt der Entwickler von Sprachdialogsystemen, z. B. Dialog Design.

## Verwendung
IVR-Systeme werden eingesetzt, um hohe Anrufvolumina zu verarbeiten und die Kosten zu reduzieren. IVR-Systeme können für mobile Einkäufe, Bankdienstleistungen, Versorgungsunternehmen, Reiseinformationen und den Wetterbericht verwendet werden. Durch IVR-Systeme können Anrufende Daten relativ anonym abrufen. Dies ist auf gesteigerte CPU-Leistungen und die Migration der Sprachanwendungen von proprietärem Code hin zum VoiceXML-Standard zurückzuführen.
IVR-Systeme ermöglichen es, Sprache als weiteres Ein-/Ausgabemedium neben Tastatur, Maus und Monitor zu nutzen.
Die Anwendungsarten lassen sich technisch einteilen in
- reine Sprachdienste: bieten nur Interaktion über Sprache und
- multimodale Anwendungen: kombinieren Sprachinteraktion mit anderen Ein-/Ausgabemedien (z. B. grafischen Oberflächen).

Im Folgenden werden die Anwendungsarten weiter nach Nutzergruppen eingeteilt in kommerzielle Sprachdienste (Business2Consumer, Business2Business), innerbetriebliche Sprachdienste und geräteintegrierte Sprachdienste (Hardware- und Software-Steuerung, Computerspiele).

### Kommerzielle Sprachdienste
Reine Sprachdienste kommerzieller Natur stießen bei deutschen Konsumenten im Jahr 2009 meist noch auf Ablehnung. Da der Anwender nicht persönlich eingewiesen werden kann, die Funktionsweise der Systeme nicht kennt und sich durch eventuell über den Sprachdienst eingespielte Werbung belästigt fühlt, nehmen Endkunden häufig eine negative Haltung gegenüber Sprachdiensten ein. Folgende Einsatzfelder waren exemplarisch für den kommerziellen Bereich:
- Dienste für Endkunden (Business-to-Consumer)[7]:
  - Informationen und Auskünfte am Telefon, z. B. Fahr- und Flugpläne
  - Automatische Bestellung/Reservierung am Telefon, z. B. Ticket-Hotline, Katalogbestellungen, Telefonbanking
  - Automatische Telefonzentrale/Vermittlung
  - Vorqualifikation/Autorisierung von Anrufern, z. B. Abfrage der Kundennummer bzw. PIN
  - Intelligente Wartefelder von Call-Centern
  - Stör-Ansage-Management
  - Televoting, Gewinnspiele am Telefon

Dienste für zwischenbetriebliche Abläufe (Business-to-Business waren damals noch nicht bekannt).

### Innerbetriebliche Sprachdienste (für Mitarbeiter)
Innerbetrieblich wurde Sprachverarbeitung bisher kaum genutzt, obwohl hier bei großen Unternehmen Potenziale liegen: Der innerbetriebliche Anwender kann in die Bedienung eingewiesen werden und er arbeitet regelmäßig mit dem Sprachdienst. Dies führt zu effizienter Nutzung bei hoher Akzeptanz durch den Anwender. Die Prozesszeiten innerbetrieblicher Abläufe lassen sich stark beschleunigen bei gleichzeitiger Senkung der Fehlerraten bei der Dateneingabe durch reduzierte Medienbrüche.
- Warenannahme
- Qualitätsprüfung, Laufprüfung, Produktendabnahme
- Inventur
- Inspektion von Anlagen
- prozessorientierte Ereignismeldung
- Fern- und Vorortdiagnose

### Geräteintegrierte Sprachdienste
Nur wenig besser angenommen wurden 2009 geräteintegrierte Dialogsysteme. Allerdings erfordert eine qualitative Spracherkennung hohe Rechenleistung bei entsprechendem Energiebedarf, so dass zufriedenstellend funktionierende Lösungen zunächst nur in Bordsystemen einzelner Oberklassewagen, Computerspielen oder spezieller Anwendungssoftware anzutreffen waren. Beispiele für geräteintegrierte Spracherkennung sind:
- Freisprecheinrichtungen in Kraftfahrzeugen
- Navigationssysteme in Kraftfahrzeugen
- Rufnummernwahl in Mobiltelefonen über den Personennamen
- Computerspiele
- Anwendungs-Software für körperlich Behinderte
- kooperative Maschinensteuerung
  - Engere Kooperation zwischen Mensch und Maschine, z. B. für den Einsatz von Industrierobotern in Handwerksbetrieben, war ein aktueller Forschungsgegenstand.[8]

## Vorteile und Grenzen interaktiver Sprachdialogsysteme
Mittels Sprache kann gegenüber herkömmlichen grafischen Benutzeroberflächen direkt und natürlich kommuniziert werden:
- Vorteile der Sprachinteraktion
  - Die Hände und der Blick bleiben frei (verbessert Ergonomie und Prozesszeit).
  - Sprache ist dem Menschen unmittelbar zugänglich (größere Qualifikationsmaßnahmen und längere Einlernzeiten zur Oberflächenbedienung entfallen).
  - Die Anforderungen an das Endgerät sind gering (es genügt ein Telefon oder Headset mit gutem Mikrofon).
  - Die allgemeine Verfügbarkeit von (Mobil-)Telefonen erlaubt neue Freiheitsgrade während der Interaktion mit Software-Anwendungen.
  - Moderne sprecherunabhängige Erkennung versteht Äußerungen verschiedener Personen (mehrsprachige Applikationen möglich; bis zu einem gewissen Grad auch Dialekte toleriert).
  - Alle Informationselemente sind direkt erreichbar (kein mühsames Durchlaufen hierarchischer Menüs und langer Listen).
  - Innerhalb eines spezifischen Kontexts können komplexe Sätze verstanden und automatisch verarbeitet werden (zum Beispiel für die Reservierung eines Dienstwagens über einen Telefonanschluss: „Hallo. Ich hätte gerne einen Wagen für die Strecke Stuttgart – Darmstadt am Donnerstag von 6 bis 22 Uhr“).
  - Visuelle Aufgaben erfordern hohe Aufmerksamkeit. Dialoge können praktisch „nebenbei“ geführt werden.

NLU ist eine fortgeschrittene Schnittstelle in der Computerinteraktion, dennoch sind die Möglichkeiten der Darstellung von Informationen im Vergleich zu visuellen Medien eingeschränkt:
- Grenzen der Sprachinteraktion
  - Keine 100-prozentige Erkennung
    - Problematisch sind sehr umfangreiche Vokabulare (vermehrt Ähnlichkeiten in der Aussprache verschiedener Begriffe).
    - Keine perfekte Erkennung durch die Variabilität der menschlichen Stimme.

  - Raue Umweltbedingungen
    - Wiederholt auftretende Umweltgeräusche können signaltechnisch und softwaretechnisch heutzutage gut herausgefiltert werden.
    - Das Filtern menschlicher Stimmen im Hintergrund bleibt dagegen weiterhin problematisch.

  - Navigation und Menüstrukturen
    - Der Benutzer muss sich mit den Navigationsmöglichkeiten und Funktionen einer komplexen Sprachapplikation erst vertraut machen. Lösung: Abgestufte Anwendungs-Modi für Einsteiger und Fortgeschrittene zur effizienten Nutzung.
    - Die menschliche Wahrnehmung kann lange Listen visuell gut überblicken; akustisch ist das Auflisten vieler Informationen an einem Stück jedoch schwer verständlich.
    - Man muss „die Regeln“ kennen. Computer „verstehen“ nicht – es ist lediglich eine Sprach-„Erkennung“.
    - Spracherkennungstechniken korrelieren die gesprochenen Wörter mit einer Liste von erwarteten Äußerungen, die in ihrer Größe limitiert ist. Bei der Entwicklung eines Sprachdialogsystems müssen Annahmen getroffen werden, was gefragt werden könnte. Basierend hierauf müssen Frage/Antwort-Dialoge entwickelt werden, die den Anrufer zu einer bestimmten Information führen. Ein Dialog könnte dann beispielsweise wie folgt aussehen: „Suchen Sie nach Informationen über ein Unternehmen, einen Film, Verkehrsinformationen …?“ „Unternehmen.“ „Welche Art von Unternehmen?“ „Restaurant!“ „Welche Art von Restaurant?“ „Chinesisch!“ „In welcher Straße, Stadtteil oder in der Nähe von welchem Lokal?“ Auch wenn dieses Vorgehen funktionieren kann und für den Anrufer hilfreich sein kann, ist es doch weit entfernt von den Möglichkeiten, die man mit einer Freitexteingabe bei einer Suchmaschine im Internet hat.

## Kritik
Die Dialogsysteme sollen es dem Nutzer ermöglichen, auf möglichst einfache Art und Weise (d. h. vor allem ohne spezielle Ausbildung oder Erfahrung) an die gewünschten Informationen zu gelangen. Einige Systeme erfordern vom Benutzer jedoch meist, dass dieser sich mit der Bedienung vertraut macht.
„Sprache ist das Fahrrad unter den Benutzungsschnittstellen. Es macht großen Spaß […], aber es trägt nur eine geringe Zuladung. Nüchterne Fürsprecher wissen, dass es schwierig sein wird, das Automobil zu ersetzen: die grafische Benutzeroberfläche.“ (Speech is the bicycle of user-interface design, it is great fun to use […], but it can carry only a light load. Sober advocates know that it will be tough to replace the automobile: graphic user-interfaces.) Ben Shneiderman, 1998.
Die an den Menschen angepasste Bedienung eines Dialogsystems lässt sich anhand folgender Eigenschaften beschreiben:
- Adaptivität
- Implizite Bestätigung
- Nachfragen und Ambiguitätenresolution
- Korrekturmöglichkeiten
- Überbeantwortung
- Interpretation von Verneinungen
- Diskurs und Rückbezüge
- Interpretation von Umgangssprache
- Art der Formulierung / Sprachgenerierung
- Sozialverhalten
- Qualität der Spracherkennung und -synthese

Neben dem Endnutzer ist auch der Entwickler zu betrachten. Solange es keine einfach zu bedienenden Werkzeuge zur Erstellung von Dialogsystemen gibt, werden auch die Ergebnisse nicht nutzerfreundlich sein: „Bei einem Vergleich der Systeme fällt jedoch auf, dass viele der Eigenschaften natürlicher Dialogsysteme noch nicht umgesetzt worden sind. Dies liegt vor allem am Fehlen eines allumfassenden Dialogmodellierungs- und -implementierungswerkzeugs.“

## Kriterien für den Einsatz von Sprachdialogsystemen
Für den Einsatz von Sprachtechnologien in betrieblichen Anwendungen sprechen folgende Kriterien:
- Der Mitarbeiter …
  - hat wenig Computererfahrung
  - hat eine Schreib-/Leseschwäche
  - spricht nur Fremdsprachen

- Die Aktivität fordert …
  - freie Hände und freier Blick
  - Input leicht in Worte zu fassen
  - Mobilität
  - häufig wiederholte Aufgaben

- Das Arbeitsumfeld ergibt
  - visuelle Wahrnehmung erschwert
  - Platzmangel, kein Bildschirm/Tastatur
  - Wechsel zwischen Tätigkeit und Computerarbeitsplatz unergonomisch oder zeitintensiv